# Albudeite
Albudeite är en kommun i Spanien.  Den ligger i den autonoma regionen Murcia i södra delen av landet, 300 km sydost om huvudstaden Madrid. Antalet invånare är 1 400 (2024). Arean är 17,08 kvadratkilometer. Albudeite gränsar till Campos del Río.